# Delei
Delei, właśc. Wanderley Alves de Oliveira (ur. 28 sierpnia 1959 w Volta Redonda) – piłkarz i trener brazylijski, występujący podczas kariery na pozycji pomocnika.

## Kariera klubowa
Karierę piłkarską Delei rozpoczął w klubie Fluminense FC w 1980. W lidze brazylijskiej zadebiutował 3 maja 1980 w wygranym 4-0 derbowym meczu z Botafogo. Z Fluminense zdobył mistrzostwo Brazylii w 1984 oraz czterokrotnie mistrzostwo stanu Rio de Janeiro – Campeonato Carioca w 1980, 1983, 1984 i 1985. Łącznie w barwach tricolor rozegrał 280 spotkań, w których strzelił 17 bramek.
W 1987 Delei został zawodnikiem SE Palmeiras, z którego przeszedł do Botafogo FR. W 1988 Delei wyjechał do Portugalii do CF Os Belenenses. Po powrocie do Brazylii został zawodnikiem Athletico Paranaense. W barwach Athletico Paranaense 8 października 1989 w zremisowanym 1-1 meczu z Internacionalem Limeira Baidek wystąpił po raz ostatni w lidze brazylijskiej. Ogółem w latach 1980–1989 wystąpił w lidze w 97 meczach, w których strzelił 8 bramek. Karierę zakończył w klubie Volta Redonda FC w 1993.

## Kariera reprezentacyjna
Jedyny raz w reprezentacji Brazylii Delei wystąpił 21 czerwca 1984 w wygranym 1-0 towarzyskim meczu z reprezentacją Urugwaju.

## Kariera trenerska
Zaraz po zakończeniu kariery piłkarskiej Delei został trenerem. W 1994 i 1998 był trenerem Fluminense.